# Castilleja scabrida
Castilleja scabrida är en snyltrotsväxtart som beskrevs av Alice Eastwood. Castilleja scabrida ingår i släktet målarborstar, och familjen snyltrotsväxter. Utöver nominatformen finns också underarten C. s. barnebyana.

## Bildgalleri

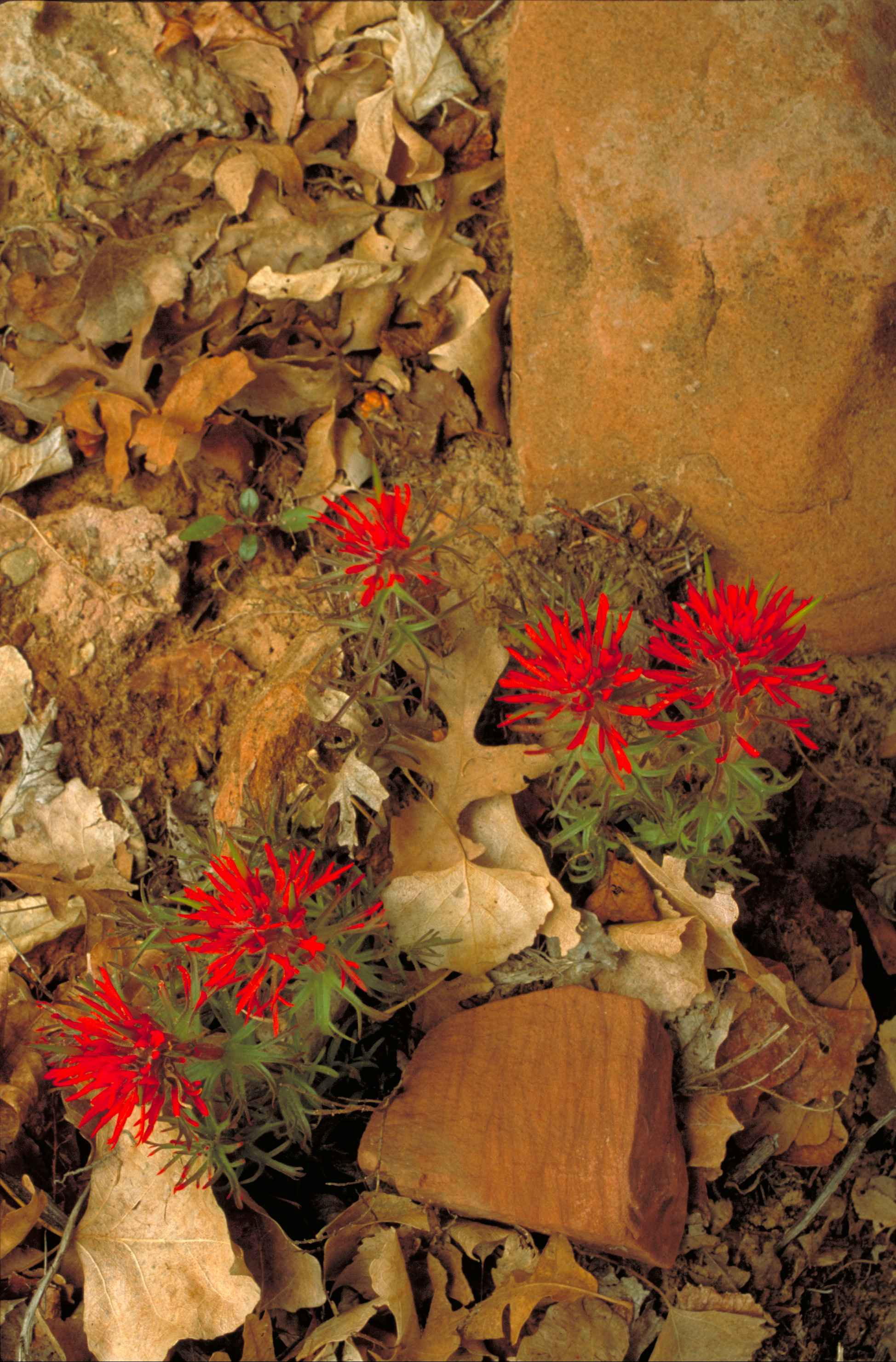